# 北碑南帖論
北碑南帖論（ほくひなんじょうろん）は、清代の考証学者・阮元が唱えた、南北朝時代の書についての総合的な書論。北朝の碑を指す「北碑」、南朝の法帖を指す「南帖」の語の由来となり、その後の清の書道界の方向性を決めた重要な書論である。
この論は実際には当初「南北書派論」の名で述べられ、「北碑南帖論」として詳述された二本立ての論であるが、一般的には「北碑南帖論」の方で呼ばれる。

## 背景
中国では芸術としての「書道」の成立が紙の発明・普及と同時期であったこともあり、長期にわたって紙による書蹟が尊ばれて来た。これらの書蹟は模刻などの手段によって模写されて法帖にされ、長く後世までその姿を伝えて来ていたのである。
しかしこの傾向に、考証学は真っ向から異論を唱えた。模刻による模写は書蹟を写してさらに彫るという二重作業で誤りが起こりやすい上、北宋代以降一般的になるにつれて乱発され、段々書蹟の姿が不正確なものとなっていた。「実証的な分析」を旨とする考証学にとって、このような伝承態度は批判と不信を招くに充分であった。
さらに18世紀の中頃より、かつて南北朝時代に北魏などの北朝の王朝が治めた地から、碑が続々と出土し、また偶然に発見された。その書風は東晋の王羲之の「王法」や唐代の顔真卿の「顔法」とも異なるものであった。
清代の考証学者・阮元はこれら北朝の碑に初めて注目し、また現地に出かけて現物を実見するなどして、南北朝時代の書について史上初めて総合的な書論をものした。これが「南北書派論」「北碑南帖論」である。

## 論旨
南北朝時代の書というものは、基点こそ同じ後漢代の後を受けた魏の隷書であるが、その先の発展系統や書風は南北で全く異なり、明確に二分されるものとする。
南での発展系統は魏の鍾繇に始まり、その書『宣示表』を西晋滅亡時に王導が持ち来たったことにより、その書法が南へ伝わったとする。そして東晋の王羲之・王献之に至って走り書きの行書とそれを整えた楷書が芸術的に完成され、以降宋から斉・梁・陳と南朝を経て、隋で合流しながら唐まで続く。書蹟は紙の法帖であり、これを「南帖」と呼ぶ。
一方北での発展系統は魏の鍾繇を同じく基点とし、西晋から五胡十六国に受け継がれて隷書から直接的に六朝楷書となり、北魏を通って東魏・西魏、北斉・北周と北朝を経て、隋で合流しながら唐まで続く。書蹟は金石文であり、これを「北碑」と呼ぶ。
このように南北二系統の発展ルートを想定した上で、阮元は書道の正統な書体を後漢代の隷書と考え、これを基準に南北の書蹟の価値を計った。正統書体が隷書なのは、彼が漢代の学問や文化を無上のものとして尊ぶべきとする主張を行っていたためである。これによると南帖は途中で行書・草書に一旦変化しているため隷書の面影＝隷意がないが、北碑は直接楷書に変化しているため隷意がかなり色濃く残っている。これにより、北碑の方が隷書、つまり書道の正統を受け継いでいると断ずる。
それに北碑は金石文で刻まれた姿のまま出土したり、多少の摩滅はあるにせよ昔の姿のままで建っているのに対し、南帖は模刻のやりすぎによって誤りが累積し、元の姿を留めていないのでその資料的価値には疑問をおぼえるという。
このようなことから、北碑は南帖よりも書蹟として優れていると考えるのである。

## 評価と影響
この論は当時の北碑など碑の新発見で一種の碑ブームとなっていた学界を強く刺激するとともに、それまでの法帖研究を中心とした書の研究に大きな打撃を与えた。この論により多くの学者が北碑の研究を開始し、さらにここへ篆書や隷書など碑しかなかった古代の文字を研究する学者も現れたことにより、清の書道界の主流は碑を学ぶ「碑学」へと一気に流れた。
そのような流れの中、清末の康有為は阮元の論に一部異議を唱え、修正を加えた。阮元はまるで南北朝時代の北朝と南朝の書道がそれぞれ孤立・無関係に発展したかのように論じ、さらに北は「碑」・南は「帖」と媒体を決めつけているが、実際には南にも碑は存在し、北碑との共通点があることを指摘した。つまり、南北の書は実は無関係ではなく、相互に関係し合っていると考えたのである。また阮元の論では北碑はかなり長い時代のものを指しているが、実際には後世に下るほど衰えが見え、一番優秀なのは北魏の碑であるとした。この説は一応批判ではあるが、結局北碑の優秀性を認めているのには変わりなく、阮元の論を補う説として支持された。
このように「南北書派論」「北碑南帖論」は清の書道界を大きく動かした論であるとともに、それまで研究されて来なかった北碑など六朝楷書の書蹟、篆書・隷書の書蹟に研究者の眼を向けさせ、書道界に新風を吹き込んで後世に大きな功績を残すきっかけとなった書論として高く評価されている。